# Tony Montana
Antonio Montana, conhecido como Tony Montana, é o personagem fictício interpretado por Al Pacino no filme Scarface. É um refugiado cubano, fugitivo do regime socialista de Fidel Castro. Scarface individualmente pode ser considerado um dos grandes filmes sobre máfia do cinema estadunidense, juntamente com The Godfather e Goodfellas.

## Início da carreira
Quando Tony era apenas um simples cubano seu amigo Manolo "Manny" Ribera arranjou um acordo com um chefão de Miami, que pediu um serviço a eles, em troca receberiam o green card.
Após conseguir o green card, Tony trabalhou como lavador de pratos em uma lanchonete, e por não se dar muito bem com o seu patrão, ele se demitiu logo na primeira oportunidade que teve de entrar para a mafia.
Um dos traços marcantes do personagem e que é desenvolvido com o decorrer do filme é o uso abusivo de cocaína por parte de Tony.
Tony é conhecido por ser um assassino frio e cauteloso, com suas vítimas.

## Vida pessoal
- A causa de sua cicatriz foi uma briga quando criança.
- Seu pai o abandonou quando ainda era criança.
- O relacionamento com sua mãe e sua irmã era muito difícil.
- Foi militar do Exército Cubano.
- Casado com Elvira (Michelle Pfeiffer), ex-esposa de seu antigo patrão.

## Inspiração e mídia

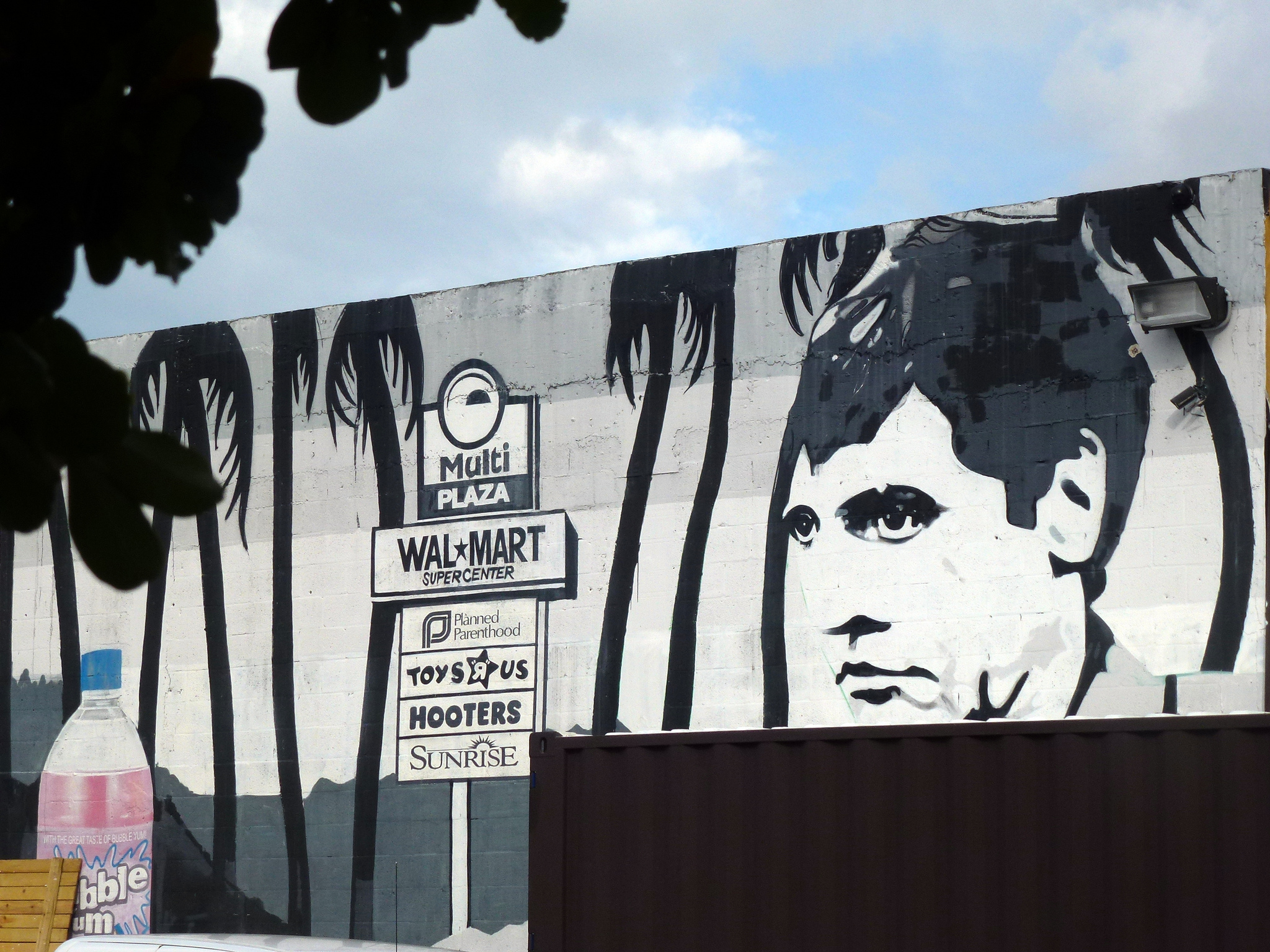
Mural do personagem "Tony Montana" em Wynwood em 2012.

- O jogo Grand Theft Auto: Vice City tem muitos traços que indicam serem inspirados no filme e em Tony. O personagem principal do jogo se chama Tommy Vercetti, o interior da mansão dele é idêntica à de Tony. Também tem uma casa onde se acha um banheiro sujo de sangue com uma serra elétrica, fazendo alusão a uma cena do filme em que Tony testemunha a morte de seu amigo Angel.
- Foram criados 2 jogos em sua homenagem: Scarface: The World Is Yours e Scarface: Money, Power, Respect., ambos lançados em 2006.
- Varios rappers aderiram à expressão: Money, Power, Respect, o grupo The Lox inclusive fez um CD com esse nome.
- Também foi criado um jogo de celular em sua homenagem, a jogabilidade é parecida com Mafia Wars, o jogo se chama Scarface: The Rise of Tony Montana.
- O rapper e integrante do grupo de K-pop sul-coreano BTS, Agust D (Suga) fez uma música em referência a ele em sua mixtape solo intitulada, Agust D.

## Ligação externa
- Tony Montana (em inglês) no IMDb